# Омутниця (присілок)
Омутни́ця (рос. Омутни́ца, удм. Тукты́м) — присілок в Глазовському районі Удмуртії, Росія.

## Населення
Населення — 198 осіб (2010; 217 в 2002).
Національний склад станом на 2002 рік:
- удмурти — 74 %

## Відомі люди
В присілку народилися:
- Наговіцин Олександр Никифорович — відомий удмуртський поет, який писав під псевдонімом Олександр Ерік, учасник Французького опору;
- Наговіцин Йосип Олексійович — радянський державний діяч, революціонер, делегат восьми з'їздів Верховної Ради СРСР.

## Урбаноніми[3]
- вулиці — Наговіцина, Першотравнева, Праці, Чепецька